# Lloret cara-roig
El lloret cara-roig (Geoffroyus geoffroyi) és una espècie d'ocell de la família dels psitàcids que habita boscos, sabanes, manglars i terres de conreu des de les illes Petites de la Sonda, cap a l'est, a través de les Moluques, Tanimbar, Kai, Aru, Nova Guinea, D'Entrecasteaux i Louisiade fins al nord-est de Queensland, en Austràlia.